# دوکسفازپام
دوکسفازپام (انگلیسی: Doxefazepam) (با نام تجاری Doxans) یک داروی بنزودیازپین است که دارای خواص ضد اضطراب، ضد تشنج، آرام‌بخش، خواب‌آور و شل‌کننده عضلات اسکلتی است.